# Moulis
Moulis – miejscowość i gmina we Francji, w regionie Oksytania, w departamencie Ariège.
Według danych na rok 1990 gminę zamieszkiwało 798 osób, a gęstość zaludnienia wynosiła 22 osoby/km² (wśród 3020 gmin regionu Midi-Pyrénées Moulis plasuje się na 414. miejscu pod względem liczby ludności, natomiast pod względem powierzchni na miejscu 204.).